# I Conservatori
I Conservatori (in Lettone: Konservatīvie), noto fino al febbraio del 2022 come Nuovo Partito Conservatore (in Lettone: Jaunā konservatīvā partija) è un partito politico lettone fondato nel 2014 da Jānis Bordāns.

## Storia
Il partito è stato fondato il 17 maggio 2014 da Jānis Bordāns, ex ministro della giustizia. Durante le elezioni legislative del 6 ottobre 2018, il partito si è piazzato terzo con il 13,6% dei voti ed ha ottenuto 16 deputati. Il 7 novembre successivo, Bordāns fu incaricato dal presidente Raimonds Vējonis di formare un nuovo governo, ma dovette dimettersi una settimana dopo.
Nel gennaio 2019 il JKP è entrato a far parte della nuova coalizione di governo di centro-destra guidata da Arturs Krišjānis Kariņš, della quale fanno parte anche A Chi Appartiene lo Stato?, Nuova Unità, Sviluppo/Per! e Alleanza Nazionale.

## Risultati elettorali
| Elezione          | Voti    | %    | Seggi    |
| ----------------- | ------- | ---- | -------- |
| Parlamentari 2014 | 6.389   | 0,7  | 0 / 100  |
| Parlamentari 2018 | 114,694 | 13,6 | 16 / 100 |
| Europee 2019      | 20.595  | 4,3  | 0 / 8    |